# Vicente Llobregat
Vicente Llobregat Vicedo, né le 28 octobre 1932 à Alicante et mort le 6 août 2011 à Caracas, est un arbitre vénézuélien de football.

## Carrière
Il a officié dans des compétitions majeures : 
- Coupe du monde de football de 1974 (1 match) ;
- Copa Libertadores 1976 (finale aller) ;
- Copa Libertadores 1977 (finale sur terrain neutre).